# Чък Норис
Карлос Рей „Чък“ Норис (на английски: Carlos Ray "Chuck" Norris), е американски актьор. От 1989 година има звезда на Холивудската алея на славата. Той е от поколението филмови герои, които въплъщават типичния филмов екшън герой, също като Силвестър Сталоун, Арнолд Шварценегер, Долф Лундгрен, Уесли Снайпс, Чарлс Бронсън, Жан-Клод Ван Дам, Стивън Сегал и Брус Уилис. Добре познат е със своята мускулеста фигура. В най-добрата си форма Норис е висок 174 см.

## Биография

### Ранни години
Норис е роден в Райън, Оклахома, син на Уилма (1921 - 2024) и Рей Норис. Баща му е бил механик, автобусен шофьор и шофьор на камион. Дядото по бащина линия (емигрант) и бабата по майчина линия са от ирландско потекло, докато бабата по бащина линия и дядото по майчина са индианци (чероки). Норис е кръстен на Карлос Бери – пасторът на баща му Има двама по-малки братя – Вийланд и Аарон (продуцент в Холивуд). Когато Норис е на 16 години, родителите му се развеждат и се мести в Преъри Вилидж, Канзас, а после в Торънс, Калифорния с майка си и братята си.
Норис описва детството си като мрачно. Не е бил атлетичен, а стеснителен и посредствен. Другите деца му се подигравали заради неговия смесен произход и той си мечтаел да набие мъчителите си.
Норис споменава в автобиографията си, че баща му имал сериозен проблем с алкохола и все едно го е нямало докато растял. Признава, че е обичал баща си, но не го харесвал. Все пак заявява, че е съжалявал за човека, защото „той си е бил просто такъв и изпускал много.“
По-късно, през 1958 година, влиза във военновъздушните сили на САЩ, като въздушен патрул и е бил изпратен в базата Осан, Южна Корея. Там получава прякора си „Чък“ и започва тренировките си по Танг Су До (Tang Soo Do), което довежда по-късно до получаването на черен пояс в това бойно изкуство, и създаването на Чунк Кук До (Chun Kuk Do) („Universal Way“) стила. Накрая създава образователната асоциация United Fighting Arts Federation (Федерация на бойните изкуства) и „KickStart“ (известна преди като „Kick Drugs Out of America“ – Да изритаме наркотиците от Америка) – програма в началните и средни училища, насочена да даде на децата в риск основа в живота чрез бойните изкуства.
Норис е освободен от военна служба през 1962 година. Работи за корпорацията Нортроп (Northrop Corporation) и отваря верига от училища за карате, в които ходи и Чад Маккуин, синът на Стийв Маккуин.

### Пътят към славата
Чък Норис е бил победен в първите си два турнира, давайки победата на Джо Люис и Алан Стийн и три мача на Международния карате шампионат на Тони Туленерс. Към 1967 година Норис се е усъвършенствал достатъчно, за да отбележи победи над състезатели като Люис, Скипър Мулинс, Арнолд Уркидез, Виктор Мур, Рон Марчини и Стийв Сандърс. В началото на 1968 година Норис претърпява десетата си и най-тежка загуба в кариерата си, загубвайки след неочаквано решение от Луис Делгадо. На 24 ноември 1968 година отмъщава за загубата си от Делгадо и така печели титлата в Професионалния карате шампионат за средна категория, която успява да задържи шест поредни години. През 1969 година печели тройната карате корона за най-много победи през годината и Боец на годината от списание „Черен пояс“.
Също през 1969 година прави своя дебют във филма на Дийн Мартин „Разрушителният екипаж (The Wrecking Crew) (1969)“.
През 1970 година по-малкият му брат Вийланд е убит във Виетнам. Норис по-късно посвещава филма „Изчезнал по време на акция“ в памет на брат си. По време на демонстрация на бойни изкуства в Лонг Бийч, Калифорния, Норис среща бъдещия известен актьор с бойни изкуства Брус Лий. През 1972 година той участва във филмът „Пътят на дракона“ (озаглавен „Завръщането на дракона“ в САЩ), който се определя като началото на изгряването му като звезда. В Азия Норис все още е известен основно с тази си роля. През 1974 година Мак Куийн го подкрепя да започне актьорски уроци в MGM. Чък Норис се оттегля с карате рекорд 183-10-2.
Първата „звездна“ роля на Норис е през 1977 година, в „Брейкър! Брейкър!“ и последвалите филми „Октагон“ (1980), „Око за око“ (1981), и „Самотният Вълк Маккуейд“, които доказват неговия потенциал за генериране на приходи.
През 1984 година участва в „Изчезнал по време на акция“ – първият от серия филми за спасяване на пленник по време на войната във Виетнам, който е бил продуциран от израелските братовчеди Менахем Голан и Йорам Глобус, и издадени от името на тяхната компания Канон Филмс (Cannon Films). Обратно на слуховете, Норис публично заявява че никога не му е било предлагано да играе като част от учителите от Кобра Кай Доджо във филма „Карате Кид“.
През следващите четири години Норис става най-ярката звезда на Канон Филмс с участия в осем филма, включително „Код на мълчанието“, „Делта Форс“ и „Файъруокър“, в който играе заедно с носителя на Оскар Луис Госет Джуниър. Много от споменатите филми са продуцирани от брат му Аарон, както и няколко от епизодите на Уокър, Тексаският рейнджър. През 1986 година се включва в продуцирането на анимационния филм на Руби Спиърс – „Карате командоси“.

### Уокър, Тексаският рейнджър
В края на 80-те години на миналия век компанията Cannon Films започва да губи известността си, а заедно с нея и звездата на Норис. По-късно Метро Голдуин Майър (MGM) купува фалиралите Cannon Films. Норис продължава да прави още няколко пренебрегвани филма, преди да премине към телевизията. През 1993 година той започва снимките на „Уокър, тексаският рейнджър“, излъчването на който продължава осем години по телевизия CBS, и продължава със силната подкрепа и по други канали, най-значимо по Hallmark Channel.

### Личен живот
Норис се жени за Даян Холичек през 1958 година През 1963 година се ражда тяхното първо дете – момче на име Майк. Дъщеря му Дина се ражда през 1964 година от жена, за която Норис не е женен. Следва вторият син, Ерик, роден от жена му през 1965 година. След 30 години брак Норис и Холечек се развеждат – през 1988 година.
През ноември 1998 година се жени за бившия модел Джена О'Кели, родена през 1963 година, и 23 години по-млада от Норис. О'Кели има две деца от предишен брак. Ражда близнаци през 2001 година: Дакота Алан Норис (момче) и Данилий Кели Норис (момиче).
На 22 септември 2004 година Норис споделя в телевизионно шоу, че дъщеря му Дина е резултат от извънбрачна връзка. Не я е виждал, докато тя става на 26 години, въпреки че тя научава че Норис ѝ е баща, когато е на 16 години.
Открит християнин, Чък Норис е автор на няколко книги на тема християнство. Също така е участвал в няколко ТВ реклами за подкрепа на изучаването и проповядването на Библията в обществените училища, в допълнение към усилията за борбата за намаляването на употребата на наркотици. Норис работи и в борда на директорите на NCBCPS – организация, подкрепяща и популяризираща използването на Библията в обществените училища.
Норис е получил и кафяв колан по бразилско Джиу-джицу от фамилия Мачадо.

### Политически възгледи
Норис е републиканец, често защитаващ възгледите на партията. Дарил е повече от $32 000 на републиканските кандидати и организации от 1988 година насам. На 26 януари 2007 година Норис замества Шон Ханити като водещ на популярното дебатно предаване „Ханити и Колмс (Hannity & Colmes)“ с Алан Колмс.
Чък Норис защитава правата за притежание на огнестрелно оръжие и е срещу приемането в публични училища на хомосексуалността. Също така не вярва в еволюционната теория, но е поддръжник на теорията за интелигентния дизайн.
На 22 октомври 2007 година обявява подкрепата си за губернатора на Арканзас, Майк Хукабий за президент на САЩ. Норис каза, „Аз вярвам, че единственият, които има всички черти да води Америка към бъдещето, е бившият губернатор на Арканзас – Майк Хукабий.“
След президентските избори в САЩ през 2008 година Норис пише писмо на президента Барак Обама, заявявайки, че той трябва да поддържа конституцията, да защитава правата на неродените деца и да не следва предишните американски президенти.

На 18 ноември 2008 година става един от първите представители на шоу бизнеса, който се обявява в подкрепа на предложение номер 8 в Калифорния за забрана на брака между представители на един и същ пол и яростно критикува гей общността.

### Чун Кук До (Chun Kuk Do)
Норис създава бойното изкуство Чун Кук До (Chun Kuk Do), което е базирано основно на Танг Су До, и включва елементи от всеки боен стил, които той знае. Както много други бойни изкуства, и това включва правила за поведение и живот. Тези правила са, естествено, част от личните правила на Норис. Те са:
1. Ще развивам себе си до максимума на моя потенциал във всички посоки.
2. Ще забравя грешките на миналото и ще се стремя към по-големи постижения.
3. Ще работя постоянно за създаване на любов, щастие и честност в моето семейство.
4. Ще търся доброто във всички хора и ще ги карам да се чувстват значими.
5. Ако няма какво да кажа за някого, няма да кажа нищо.
6. Ще бъда винаги толкова ентусиазиран за успеха на другите по същия начин както и за моят успех.
7. Ще поддържам поведение на непредубеденост и без предразсъдъци.
8. Ще показвам уважение за тези на отговорно място и ще проявявам това уважение по всяко време.
9. Ще остана верен на Господ, моята страна, семейството и приятелите ми.
10. Ще остана устремен към високите цели през целия си живот, защото този положителен начин на мислене помага на моето семейство, страната ми и мен самия.

### „Факти за Чък Норис“
В края на 2005 година Норис става обект на един интернет-феномен, познат като „Факти за Чък Норис“, които събират измислени, често абсурдни героични подвизи и черти за самия Чък Норис. Феноменът първоначално е започнал с „Вин Дизел факт генератор“, а фактите за Чък Норис са били създадени като вторичен продукт, често използвайки същите факти – като тези за Вин Дизел. С времето фактите за Чък Норис стават по-популярни от оригиналния генератор на факти за Вин Дизел. Норис е писал дори отговор на тази пародия на сайта си, че всъщност той не е обиден от тях и намира някои за доста забавни.
На 29 ноември 2007 година Книжарници Готам (Gotham Books), подразделението на Пингуин (Penguin USA) за издания за възрастни, издава книга, озаглавена „Истината за Чък Норис: 400 факта за най-великия човек на света“, която е базирана на „фактите“ за Чък Норис.

### Мемета за Чък Норис
- Когато е измислен първият телефон, изобретателят е имал пропуснато обаждане от Чък.
- Когато е изобретен часовникът, Чък Норис е бил с 1 час напред във времето.

## Филми
| Година | Заглавие                       | Оригинално заглавие                     | Роля                              | Бележки                                              |
| ------ | ------------------------------ | --------------------------------------- | --------------------------------- | ---------------------------------------------------- |
| 1968   | Разрушителният екипаж          | The Wrecking Crew                       | Човек в къщата на 7 радости       | Не кредитирана екстра                                |
| 1972   | Пътят на дракона               | The Way of the Dragon                   | Колт                              |                                                      |
| 1973   | Учители студенти               | The Student Teachers                    | Карате съветник                   | Камео                                                |
| 1974   | Тигър с жълто лице             | Yellow Faced Tiger                      | Чък Слотър / Себе си              |                                                      |
| 1977   | Авантюрист! Авантюрист!        | Breaker! Breaker!                       | Джон Дейвид „Дж.Д.“ Давес         | Също така боен хореограф                             |
| 1978   | Добрите момчета носят черно    | Good Guys Wear Black                    | Майор Джон Т. Букър               | Също така хореограф на бойни изкуства                |
| 1979   | Непреодолима сила              | A Force of One                          | Мат Логан                         | Също така боен хореограф                             |
| 1980   | Октагон                        | The Octagon                             | Скот Джеймс                       | Също така боен хореограф                             |
| 1981   | Око за око                     | An Eye for an Eye                       | Детектив Шон Кейн                 |                                                      |
| 1982   | Тиха ярост                     | Silent Rage                             | Шериф Даниел „Дан“ Стивънс        |                                                      |
| 1982   | Отмъщение по принуда           | Forced Vengeance                        | Шеф Джошуа Харин „Джош“ Рандал    |                                                      |
| 1983   | Самотния Вълк Маккуейд         | Lone Wolf McQuade                       | Рейнджър Джим „Дж. Дж.“ Маккуейд  |                                                      |
| 1984   | Изчезнал по време на акция     | Missing in Action                       | Полковник Джеймс Томас Брадок     |                                                      |
| 1985   | Изчезнал по време на акция 2   | Missing in Action 2: The Beginning      | Полковник Джеймс Томас Брадок     |                                                      |
| 1985   | Код на мълчанието              | Code of Silence                         | Сержант Еди Кюсак                 |                                                      |
| 1985   | Нахлуване в САЩ                | Invasion U.S.A.                         | Агент Мат Хънтър                  | Също така сценарист                                  |
| 1986   | Делта Форс                     | The Delta Force                         | Майор Скот Маккой                 |                                                      |
| 1986   | Файъруолкър                    | Firewalker                              | Макс Дониган                      |                                                      |
| 1988   | Изчезнал по време на акция III | Braddock: Missing in Action III         | Полковник Джеймс Томас Брадок     | Също така сценарист                                  |
| 1988   | Героят и страшилището          | Hero and the Terror                     | Детектив Дани О'Брайън            |                                                      |
| 1990   | Делта Форс 2                   | Delta Force 2: The Colombian Connection | Полковник Скот Маккой             |                                                      |
| 1991   | Наемен убиец                   | The Hitman                              | Детектив Клиф Гарет / Дани Гроган |                                                      |
| 1992   | Партньори                      | Sidekicks                               | Себе си                           | Ограничено пускане; също така изпълнителен продуцент |
| 1994   | Изчадие на ада                 | Hellbound                               | Сержант Франк Шатър               |                                                      |
| 1995   | Върховно куче                  | Top Dog                                 | Лейтенант Джейк Уайлдър           |                                                      |
| 1996   | Траперът                       | Forest Warrior                          | Джебидая Маккена                  | Директно-за-видео                                    |
| 2003   | Камбани на невинността         | Bells of Innocence                      | Матю                              | Ограничено пускане                                   |
| 2004   | Големи топки                   | Dodgeball: A True Underdog Story        | Себе си                           | Камео                                                |
| 2004   | Птиче и плашило                | Birdie & Bogey                          | Никой                             | Ограничено пускане; само изпълнителен продуцент      |
| 2005   | Ювелирът                       | The Cutter                              | Детектив Джон Шепърд              | Директно-за-видео; също така изпълнителен продуцент  |
| 2012   | Непобедимите 2                 | The Expendables 2                       | Букър „Самотният вълк“            |                                                      |
| 2024   | Агент-разузнавач               | Agent Recon                             | Капитан Аластър                   | Стрийминг пускане                                    |
|        | Зомби самолет                  | Zombie Plane                            | Себе си                           | Пост-продукция                                       |

## Телевизия
| Година      | Заглавие                                                        | Оригинално заглавие                            | Роля                                       | Бележки                                                                         |
| ----------- | --------------------------------------------------------------- | ---------------------------------------------- | ------------------------------------------ | ------------------------------------------------------------------------------- |
| 1970        | Стая 222                                                        | Room 222                                       | Себе си                                    | Епизод: „Мечти за слава“; камео                                                 |
| 1986        | Карате командос                                                 | Karate Kommandos                               | Себе си                                    | 5 епизода; глас роля                                                            |
| 1993        | Вятър в жицата                                                  | Wind in the Wire                               | Себе си                                    | Телевизионен филм; камео                                                        |
| 1993 – 2001 | Уокър, тексаският рейнджър                                      | Walker, Texas Ranger                           | Сержант Рейнджър Кордел Уокър / Хейс Купър | 196 епизода; също и изпълнителен продуцент на 80 епизода и история на 6 епизода |
| 1998        | Войната на Логан: Въпрос на чест                                | Logan's War: Bound by Honor                    | Рейнджър Джейк Фалън                       | Телевизионен филм; също така история и изпълнителен продуцент                   |
| 1999        | Синовете на гръмотевицата                                       | Sons of Thunder                                | Сержант Рейнджър Кордел Уокър              | 4 епизода; също и изпълнителен продуцент на 6 епизода и създател на 1 епизод    |
| 2000        | Закони на войната                                               | Martial Law                                    | Сержант Рейнджър Кордел Уокър              | Епизод: „Чест сред непознати“                                                   |
| 2000        | Човекът на президента                                           | The President's Man                            | Агент Джошуа МакКорд                       | Телевизионен филм; също така изпълнителен продуцент                             |
| 2002        | Човекът на президента: Кота нула                                | The President's Man: A Line in the Sand        | Агент Джошуа МакКорд                       | Телевизионен филм; също така изпълнителен продуцент                             |
| 2003        | Да, Мило!                                                       | Yes, Dear                                      | Себе си                                    | Епизод: „Джими и Чък“                                                           |
| 2005        | Уокър, тексаският рейнджър: Проба с огън                        | Walker, Texas Ranger: Trial by Fire            | Капитан Рейнджър Кордел Уокър              | Телевизионен филм; също така изпълнителен продуцент                             |
| 2007        | Вътрешна световна бойна лига                                    | Inside World Combat League                     | Никой                                      | Телевизионен филм; само изпълнителен продуцент                                  |
| 2015        | Голдбърг                                                        | The Goldbergs                                  | Себе си                                    | Епизод: „Момчето Бари“; глас роля                                               |
| 2019        | Епичното ръководство за военните превозни средства на Чък Норис | Chuck Norris's Epic Guide to Military Vehicles | Никой                                      | Телевизионен специален; само изпълнителен продуцент                             |
| 2020        | Хавай 5-0                                                       | Hawaii Five-0                                  | Сержант-майор Лий Филипс                   | Епизод: „И когато го намери, това е лодка за океана“; камео                     |
| 2020        | ТНА въздействие!                                                | TNA Impact!                                    | Себе си                                    | Епизод: „Кандидатите се пазете“                                                 |

## Видеоигра
| Година | Заглавие                 | Оригинално заглавие     | Глас роля | Бележки |
| ------ | ------------------------ | ----------------------- | --------- | ------- |
| 2023   | Престъпен бос: Роки Сити | Crime Boss: Rockay City | Себе си   |         |